# Article 101 de la Constitution belge
L'article 101 de la Constitution de la Belgique fait partie du titre III Des pouvoirs. Il traite de la responsabilité des ministres fédéraux devant la Chambre des représentants et de la liberté de parole des ministres. Il est donc un garant de la démocratie en Belgique.
Il date du 7 février 1831 et était à l'origine — sous l'ancienne numérotation — l'article 88, alinéas premier et 2.

## Le texte
« Les ministres sont responsables devant la Chambre des représentants. »
« Aucun ministre ne peut être poursuivi ou recherché à l'occasion des opinions émises par lui dans l'exercice de ses fonctions. »

## Responsabilité des ministres

### Responsabilité individuelle
La Chambre des représentants peut mettre individuellement un ministre fédéral en cause en votant, à la majorité simple, une motion d'interpellation de méfiance. Cette motion ne contraint cependant pas le ministre en question à démissionner.
Donc si une telle motion est votée, soit le ministre peut démissionner, soit — s'il ne le fait pas — le Roi peut le révoquer, bien que la tradition constitutionnelle l'interdit depuis les années 1930. À cela s'ajoute que depuis 1993, le fait que le gouvernement doit être composé paritairement de néerlandophones et de francophones. Dans le cas où le premier ministre et son gouvernement soutiendrait le ministre mis en cause, la question de confiance devient collective et concerne donc de ce fait l'ensemble du gouvernement.

### Responsabilité collective
Dans ce cas, la Chambre des représentants est amenée à exprimer sa confiance au gouvernement (soit par la demande d'un vote de confiance à l'initiative du gouvernement, soit par la demande du vote d'une motion de censure à l'initiative de la Chambre). Si le gouvernement n'obtient pas le vote de confiance, la Chambre a trois jours pour proposer au Roi un nouveau premier ministre que celui-ci est obligé de nommer. Dans le cas où la Chambre ne proposerait pas de remplaçant, le gouvernement a la possibilité de dissoudre la Chambre et de provoquer de nouvelles élections.